# José Macías (compositor)
José Macías (Filadelfia, 12 de diciembre de 1912 - Cali, 28 de septiembre de 2003) fue un autor y compositor colombiano nacido en el departamento de Caldas. Con un legado y obra de más de 200 canciones, algunas de ellas inéditas, fue ganador de grandes reconocimientos y concursos de composición a su nombre, y aún sigue siendo reconocido en toda la Región Andina.

## Biografía
Nació en Samaria, anteriormente denominado Morrón, corregimiento del municipio de Filadelfia, Caldas el 12 de diciembre de 1912. Su abuelo Anselmo Martínez fue uno de los fundadores de Samaria en 1852. José de Jesús fue bautizado en la parroquia de Filadelfia, Caldas, el 15 de diciembre de 1912.
A la edad de 14 años, y con los ahorros obtenidos de su oficio de recolector de café, le compró su primer tiple a Pedro Nieto, músico de la región, con el compromiso que se lo enseñara a tocar. Desde ese momento todo para José Macías fue música. Estudioso consagrado del tiple y de las técnicas musicales.

### Primeras obras
La primera composición de "El Caratejo”, como cariñosamente le llamaron sus amigos, fue La gitana de los ojos negros, realizada en 1932 para una serenata a la que fue contratado en el municipio de Neira. En 1938 compone la danza Caminito de Samaria y el bambuco Ojos Miradme, dedicado a la hermosa joven Celia Díaz.

### Armenia 1935 y su dueto "Ríos Y Macías"
José Macías se residenció en la ciudad de Armenia en 1935, donde llegó como un simple campesino que ganaba cerca de dos pesos a la semana, pero incursionó en la radio de Armenia y fue tal su éxito que de inmediato fue contratado con un sueldo muy superior al que ganaba como jornalero en el campo.  Su carrera como intérprete la inició al lado de Anacleto Gallego y Evelio Moncada; con este último fue que José Macías inició sus presentaciones en la radio local de Armenia y más tarde, se asoció con Sady Cano conformando el trío Alma Criolla, agrupación que logró gran popularidad y aceptación en el medio artístico local de su época.
Posteriormente, y con el mismo nombre, estuvieron vinculados al trío otros famosos como Obdulio Arias, Eladio Espinosa y Octavio Ríos, el gran músico antioqueño de La Ceja del Tambo. Terminada la vida del trío conformó con Octavio el famoso dueto de Ríos y Macías el cual adquirió gran popularidad y prestigio, llegando a ser considerado por muchos conocedores de nuestra música como el mejor dueto en la historia del bambuco colombiano, solamente comparable al de Obdulio y Julián. También, de manera temporal, tuvo un formidable dueto con Eladio Espinosa del cual han quedado grabaciones no comerciales de unos 15 temas.

### Su obra y reconocimiento en España
Macías, el gran caldense fue un prolífico compositor, de su pluma son más de doscientas composiciones, muchas de las cuales aún hoy se interpretan constantemente en los concursos y festivales de la región andina de nuestro país.
Como anécdota que nos reafirma la gran calidad de sus composiciones, en el año de 1954, su bambuco Muchacha de risa loca, interpretado por Lucho Ramírez, otro de los grandes vocalistas colombianos de esa época, fue presentado por este en el concurso internacional de la canción en Sevilla, España, evento creado por la Cadena Ser de España, resultando elegida como la canción extranjera más vendida en España en esa temporada; por ese motivo, unos años más tarde, José Macías recibió un reconocimiento de parte del gobierno español.
José Macías musicalizó varios de los versos firmados por Luis Carlos González, entre ellos La ruana.  También musicalizó Mi casta y Fondas de ayer.
Sus dos más importantes composiciones, quizás, tienen el siguiente origen: en 1947 el poeta pereirano Luis Carlos González le entrega al “Caratejo” unos versos para que éste les ponga música. Cuatro años más tarde, en 1951, llegan “Ríos y Macías” a Pereira para unas presentaciones en el Club Rialto, que por esos tiempos gerenciaba el poeta, y es entonces cuando el maestro Macías enseña al poeta González el hermoso bambuco La ruana, producto de dichos versos:
“La capa del viejo hidalgo se rompe para hacer ruana
y cuatro rayas confunden el castillo y la cabaña,
es fundadora de pueblos, con el Tiple y con el hacha,
y con el perro andariego que se tragó la montaña…”

### Título como profesor de música
A sus 82 años, en 1994, recibió la licenciatura como profesor de música. El periódico El Tiempo señalaba: “……” (El Tiempo, 23 de abril de 2000).

### Algunos títulos de su producción musical
- Bonita
- Arrierías
- Arrullo
- Alma y vida
- Fondas de Ayer
- Las Moras
- Copito de yerbabuena
- Lunares
- Palmeras
- Moliendo caña
- Sabor de durazno
- Agüita del campo
- Tormentos
- Sueño de amor
- Tus rizos
- 85+

### Muerte
El compositor sufrió un aneurisma a principios de septiembre de 2003, un tipo de accidente cerebral y vascular que ya había padecido 18 años antes. Luego de salir de la clínica, sus tres hijas le buscaron una cama especial y una enfermera para poderlo tener nuevamente en su casa del barrio San Bosco, en Cali. Desde que había sufrido el primer aneurisma, la situación económica se complicó porque la familia tuvo que vender una casa a precio de ganga para pagar su hospitalización. Tres meses antes  había fallecido su esposa Celia Díaz, pero esto no se le informó porque temían que empeorara su situación de salud. Finalmente el 28 de septiembre de 2003 moriría el emblemático compositor de la región andina.

### Reconocimiento póstumo
La Gobernación de Caldas, en el mes de septiembre de 2012, mediante la lectura del Decreto de Honores número 0070, entregó un reconocimiento en nota de estilo a la memoria de este gran artista a los familiares de José Macías, al tiempo que se producía la interpretación de sus principales obras por parte de la Orquesta de Cámara de Caldas.
En un aparte del decreto de honores, el gobernador de Caldas, Guido Echeverri Piedrahíta, leyó el siguiente texto: 
“…José Macías es un caldense, de provincia, ilustre, que sirve para exaltar los valores culturales y artísticos del departamento de tal manera que para los caldenses y para mí como gobernador en representación de todos es una obligación moral reconocer y exaltar la memoria de José Macías como uno de los grandes de la música y que le da valor a nuestros más importantes atributos. José Macías representa los valores de la caldensidad y el trabajo productivo alrededor de la cultura y el arte la dedicación a este tipo de actividades que son tan importantes para el bien del espíritu y el goce de los sentimientos humanos…”.
- Datos: Q25414381